# Rizom
Rizomul (din greacă rhizoma = mănunchi de rădăcini) este o tulpină subterană geofilă, simplă sau ramificată, de obicei cărnoasă, cu noduri și internoduri, la plantele erbacee perene, lipsită de clorofilă și piloriză, uneori cu frunze rudimentare (scvame), în formă de solzi. Rizomul este foarte important în viața plantei, servind la depozitarea substanțelor de rezervă și ca organ de înmulțire vegetativă prin muguri terminali sau laterali (de la nivelul nodurilor), din care se dezvoltă axe supraterane care poartă frunze și flori.

## Ramificația rizomilor
Ramificarea rizomilor este monopodială sau simpodială, asemănătoare tulpinilor aeriene. 
Ramificația monopodială (din greaca monos = unic, singur; podion, pous, podos = picior). Rizomul rămâne permanent în sol și are o creștere în lungime continuă și nelimitată grație mugurelui său terminal. Lăstarii aerieni, tulpinile și ramurile supraterane florifere iau naștere din mugurii axilari. Ramificarea monopodială este întâlnită la rizomii de lăcrămiță (Maianthemum bifolium), dalac (Paris quadrifolia), măcrișul iepurelui (Oxalis acetosella), lăcrămioare sau mărgăritărel (Convallaria majalis) etc. Tulpina la mai multe ferigi este reprezentată de un rizom monopodial.
Ramificația simpodială (din greaca syn = împreună; podion, pous, podos = picior). La rizomul cu ramificație simpodială tulpina floriferă supraterană se formează din mugurele terminal și, ca urmare, vârful rizomului iese la suprafața solului în fiecare an, odată cu formarea tulpinii florifere. Creșterea și alungirea rizomului se realizează prin ramuri laterale diferențiate provenite din dezvoltarea mugurilor axilari; fiecare ramură laterală se termină la rândul ei printr-un mugure, care se va transforma, în anul următor în tulpină floriferă.  Prin urmare rizomul are o creștere definită, limitată, prin faptul că mugurele terminal dă naștere unui lăstar florifer, care se termină cu flori. Ramificarea simpodială este întâlnită la rizomul de stânjenel (Iris germanica), obligeană (Acorus calamus), pecetea lui Solomon (Polygonatum multiflorum) și alți reprezentanți ai familiei Liliaceae și Iridaceae.

## Imagini

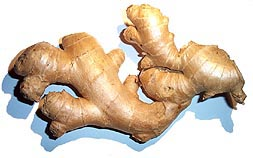
Rizom  la ghimbir
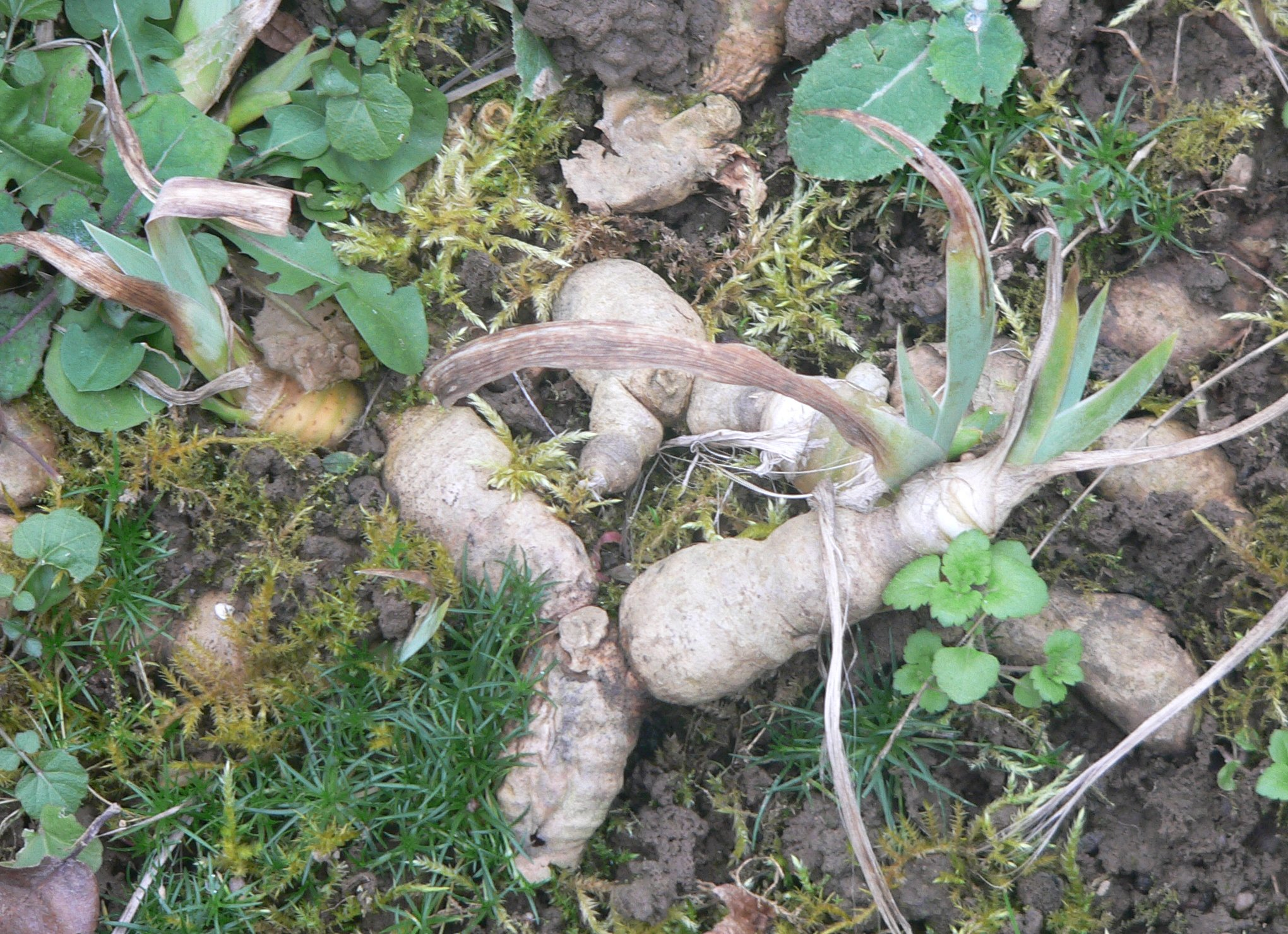
Rizom la iris